# Cảnh Hưng
Cảnh Hưng là một xã thuộc huyện Tiên Du, tỉnh Bắc Ninh, Việt Nam.
Xã Cảnh Hưng có diện tích 5,49 km², dân số năm 1999 là 4959 người, mật độ dân số đạt 903 người/km².